# チョップ・ロビンソン
ディメイオン・ロビンソン（Demeioun Robinson, 2003年1月2日 - ）は、アメリカ合衆国メリーランド州ゲイザースバーグ出身のアメリカンフットボール選手。ポジションはディフェンシブエンド。

## 経歴

### 生い立ち
出生時の体重が14ポンド（約6.5kg）と重かったことから「ポーク・チョップ」の愛称で親しまれ、いつしか短縮されて「チョップ」と呼ばれるようになった。

### カレッジ

#### メリーランド
メリーランド大学へ進学し、1年目の2021年シーズンは13試合に出場して19タックル、2サックを記録した。

#### ペンステート
2022年シーズン開幕前にペンシルベニア州立大学へ転校した。
2023年シーズンは10試合に出場して15タックル、4サックを記録した。シーズン終了後、2024年のNFLドラフトにアーリーエントリーした。

### マイアミ・ドルフィンズ
| 6 ft 2+7⁄8 in (190 cm)      | 254 lb (115 kg) | 32+1⁄2 in (83 cm) | 9+1⁄8 in (23 cm) | 4.48 s | 1.54 s | 2.60 s | 4.25 s | 34.5 in (88 cm) | 10 ft 8 in (3.25 m) |
| All values from NFL Combine |                 |                   |                  |        |        |        |        |                 |                     |

2024年のNFLドラフトにて、全体21位でマイアミ・ドルフィンズから指名された。